# China National Convention Center
Il China National Convention Center, chiamato precedentemente Olympic Green Convention Center (cinese semplificato :国家会议中心; cinese tradizionale :國家會議中心; pinyin : Guójiā Huìyì Zhōngxīn) è un centro congressi multifunzionale sito situato nell'Olympic Green di Pechino.

## Descrizione
È stato progettato dallo studio d'architettura RMJM ed è stato originariamente utilizzato per ospitare le Olimpiadi e le Paralimpiadi estive del 2008 e si estende su una superficie di circa 270 000 metri quadrati. Era uno dei quattro edifici principali del Olimpic Green.
Il centro congressi è stato utilizzato come sede per le competizione di scherma, di tiro e sedi pentathlon moderno nelle Olimpiadi estive del 2008. Nel 2021 l'impianto ha subìto una ristrutturazione per essere riutilizzato per le Olimpiadi invernali del 2022.